# Гамлет (фільм, 1964)
«Гамлет» (рос. «Гамлет») — російський радянський художній фільм, знятий Григорієм Козінцевим на кіностудії «Ленфільм» 1964 року за сюжетом п'єси Вільяма Шекспіра «Гамлет» (1602). Переклад Бориса Пастернака.

## Сюжет
Сюжет фільму відповідає п'єсі Вільяма Шекспіра, з деякими скороченнями.

## В ролях

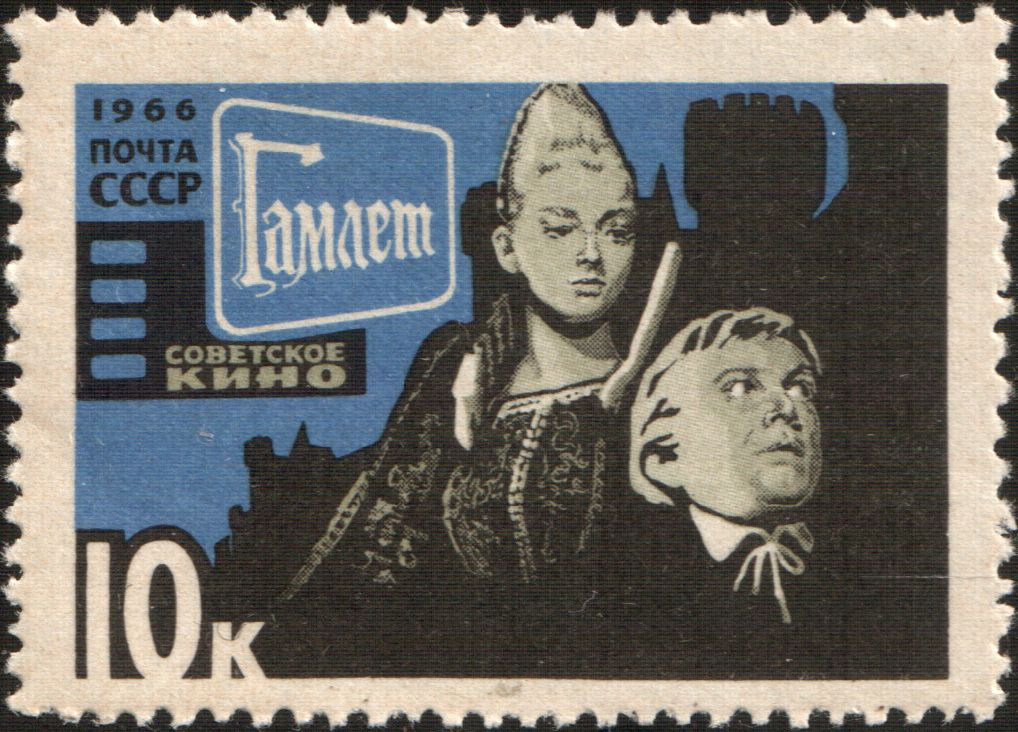
Персонажі фільму Гамлет (1964) на поштовій марці СРСР 1966 року (артисти Анастасія Вертинська та Інокентій Смоктуновський)

- Інокентій Смоктуновський — Гамлет
- Михайло Названов — Клавдій
- Ельза Радзіня — Гертруда
- Юрій Толубєєв — Полоній
- Анастасія Вертинська — Офелія
- Степан Олексєнко — Лаерт
- Володимир Еренберг — Гораціо
- Ігор Дмітрієв — Розенкранц
- Вадим Медведєв — Гільденстерн
- Антс Лаутер — Священник
- Олександр Чекаєвський — Перший актор
- Ааду Кревальд — Фортінбрас, принц норвезький
- Рейно Арен — Другий актор
- Юрій Беркун — Третій актор
- Віктор Колпаков — Могильник
- Володимир Волчик — Офіцер з охорони короля
- Микола Кузьмін — Охоронець короля
- Григорій Гай — озвучка (Привид батька Гамлета та Перший актор)

## Знімальна група
- Автор сценарію та режисер: Григорій Козінцев
- Оператор: Йонас Гріцюс
- Художник: Євгеній Еней
- Композитор: Дмитро Шостакович
- Костюми: Оліна Вентцель

## Фестивалі та премії
- 1964 — найкращий вітчизняний фільм, Інокентій Смоктуновський найкращий актор року за опитуванням журналу «Радянський екран».
- 1964 — Спеціальний приз журі Венеційського кінофестивалю — Григорій Козінцев.
- 1964 — Номінація на приз «Золотий лев» Венеційського кінофестивалю — Григорій Козінцев.
- 1965 — Ленінська премія Козінцеву та Смоктуновському.
- 1966 — премія національної ради кіноцензури «Срібна лама» на міжнародному кінофестивалі в Лімі.
- 1966 — премія «Феміна» (Бельгія).
- 1966 — номінації на премію BAFTA в категоріях «Найкращий фільм» (Григорій Козінцев) та «Найкращий іноземний актор» (Інокентій Смоктуновський).
- 1967 — номінація на премію «Золотий глобус» в категорії «Найкращий фільм іноземною мовою».

## Зйомки
«Гамлет» знімався в селищі Кейла-Йоа, 28 км від Талліна. Макет замку Ельсінор було побудована над урвищем Тюрісалу біля моря (3 км від Кейла-Йоа). На побудову макету замку пішло півроку. Зараз це місце називають «Скеля Гамлета» або «Мис Гамлета».